# Hugh Desmond Hoyte

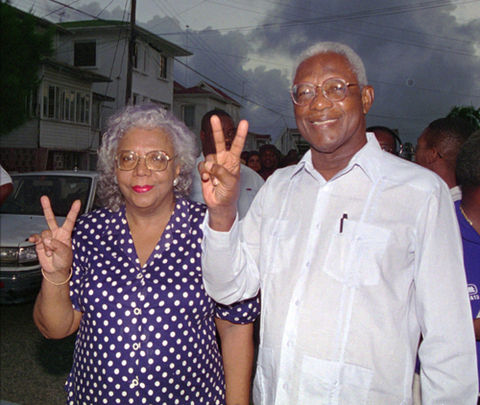
Desmond Hoyte mit seiner Ehefrau (1997)

Hugh Desmond Hoyte (* 9. März 1929 in Georgetown; † 22. Dezember 2002 ebenda) war Premierminister (1984 bis 1985) und Präsident (1985 bis 1992) von Guyana.

## Leben
1968 kam er als Mitglied des People’s National Congress (PNC) ins Parlament und wurde kurz danach in die Regierung berufen. Von 1969 bis 1970 war er Innenminister, von 1970 bis 1972 Finanzminister, Arbeits- und Kommunikationsminister von 1972 bis 1974 und schließlich Minister für Wirtschaftsentwicklung von 1974 bis 1980. Hoyte konzentrierte sich auf wirtschaftliche Angelegenheiten während seiner politischen Karriere. Nach der Wahl 1980 wurde er einer von fünf Vizepräsidenten mit Verantwortung für Wirtschaftsplanung, Finanzen und Entwicklung, und war außerdem ein enger Mitarbeiter des Präsidenten und Führers der PNC, Forbes Burnham.
Im August 1984 wurde er zum ersten Vizepräsidenten und Premierminister ernannt. Präsident Burnham verstarb plötzlich am 6. August und Hoyte wurde Präsident zu einer Zeit, in der Guyana mit anhaltenden ökonomischen und sozialen Problemen zu kämpfen hatte. Kurz vor Burnhams Tod hatten er und andere Mitglieder der PNC Gespräche mit der oppositionellen People's Progressive Party gesucht, um in nationaler Einheit die Probleme des Landes zu bekämpfen. Hoyte sprach sich für eine Fortsetzung des Dialoges aus. Er setzte Neuwahlen für den 9. Dezember 1985 an. Als Reaktion auf Kritik an früheren Wahlen stimmte er gewissen Reformen zu. Trotzdem wurde die Durchführung der Wahl, die die PNC mit vergrößerter Mehrheit an der Macht bleiben ließ, wegen Unregelmäßigkeiten beanstandet, was Hoytes Chancen für eine nationale Aussöhnung minimierte.
Neben dem Amt des Präsidenten bekleidete Hoyte von 1990 bis 1992 auch noch das Amt des Außenministers. Die Wahlen 1992 wurden von der People's Progressive Party gewonnen und ihr Führer Cheddi Jagan zum Präsidenten ernannt. Hoyte blieb bis zu seinem Tode Vorsitzender der PNC. Er war auch der Präsidentschaftskandidat der PNC in den Wahlen von 1996 und 2001. Beide Mal erreichte er den zweiten Platz (40,6 % 1996 und 41,7 % 2001).